# Evanghelia lui Nicodim
Evanghelia lui Nicodim este o evanghelie apocrifă atribuită lui Nicodim, un ucenic al lui Isus. Datată în secolul al II-lea, ea este scrisă în limba greacă. Similar cu celelalte Evanghelii ale Patimilor (Evanghelia lui Gamaliel,  Evanghelia lui Petru) descrie patimile lui Isus și îl exonerează pe Pilat. Este parte a așa-numitului Faptele lui Pilat, o serie de scrieri mai mult sau mai puțin vechi apocrife centrate pe figura lui Pilat. (Primele 10 capitole)